# Campionato sudamericano per club 2025 (pallavolo femminile)
Il campionato sudamericano per club 2025, 17ª edizione del campionato sudamericano per club femminile di pallavolo, si è svolto dal 7 all'11 marzo 2025 a Belo Horizonte, in Brasile: al torneo hanno partecipato sette squadre di club sudamericane e la vittoria finale è andata per la terza volta al Praia Clube.

## Impianti
|                                                                                        |  |  |
|                                                                                        |  |  |
| Arena Juscelino Kubitschek Città: Belo Horizonte Capienza: 5 000 Anno d'apertura: 2001 |  |  |

## Regolamento

### Formula
La formula ha previsto:
- Fase a gironi, disputata con girone all'italiana: le prime due classificate di ogni girone hanno acceduto alla fase finale per il primo posto, mentre l'ultima classificata del girone A e la terza classificata del girone B hanno acceduto alla finale per il quinto posto.
- Fase finale, disputata con:
  - Finale per il quinto posto.
  - Semifinali, finale per il terzo posto e finale.

### Criteri di classifica
Se il risultato finale è stato di 3-0 o 3-1 sono stati assegnati 3 punti alla squadra vincente e 0 a quella sconfitta, se il risultato finale è stato di 3-2 sono stati assegnati 2 punti alla squadra vincente e 1 a quella sconfitta.
L'ordine del posizionamento in classifica è stato definito in base a:
- Punti;
- Numero di partite vinte;
- Ratio dei set vinti/persi;
- Ratio dei punti realizzati/subiti.

## Squadre partecipanti
| Squadra          | Qualificazione                                                |
| ---------------- | ------------------------------------------------------------- |
| Estudiantes      | 2ª in Liga Femenina de Voleibol Argentino 2023-24             |
| Club San Martín  | Vincitrice Liga Superior Femenina del Voleibol Boliviano 2024 |
| Minas            | Squadra organizzatrice                                        |
| Praia Clube      | 2ª in Superliga Série A 2023-24                               |
| Murano           | Vincitrice Liga Nacional de Voleibol 2024                     |
| Regatas Lima     | Vincitrice Liga Nacional Superior de Voleibol 2023-24         |
| Atlético Barbato | 2ª in Liga Uruguaia de Voleibol 2024                          |

## Torneo

### Fase a gironi
| Girone A    | Girone B         |
| ----------- | ---------------- |
| Estudiantes | Praia Clube      |
| Minas       | Club San Martín  |
| Murano      | Alianza Lima     |
| -           | Atlético Barbato |

#### Girone A

##### Risultati
| 7 marzo 2025 Arena Juscelino Kubitschek, Belo Horizonte Durata: 0h:44 - Spettatori: 2 500 | Minas       | 3 - 0 | Murano      | 25-10, 25-9, 25-10         |
| 8 marzo 2025 Arena Juscelino Kubitschek, Belo Horizonte Durata: 1h:04 - Spettatori: ?     | Minas       | 3 - 0 | Estudiantes | 25-12, 25-18, 25-14        |
| 9 marzo 2025 Arena Juscelino Kubitschek, Belo Horizonte Durata: 2h:09 - Spettatori: ?     | Estudiantes | 3 - 1 | Murano      | 25-18, 24-26, 25-22, 25-15 |

##### Classifica
| Pos. | Squadra     | Pt | G | V | P | SV | SP | Ratio | PF  | PS  | Ratio |
| ---- | ----------- | -- | - | - | - | -- | -- | ----- | --- | --- | ----- |
| 1.   | Minas       | 6  | 2 | 2 | 0 | 6  | 0  | MAX   | 150 | 73  | 2,054 |
| 2.   | Estudiantes | 3  | 2 | 1 | 1 | 3  | 4  | 0,750 | 143 | 156 | 0,916 |
| 3.   | Murano      | 0  | 2 | 0 | 2 | 1  | 6  | 0,166 | 110 | 174 | 0,632 |

      Qualificata alle semifinali per il primo posto.
      Qualificata alla finale per il quinto posto.

#### Girone B

##### Risultati
| 7 marzo 2025 Arena Juscelino Kubitschek, Belo Horizonte Durata: 0h:52 - Spettatori: ?     | Alianza Lima    | 3 - 0 | Club San Martín  | 25-9, 25-7, 25-7                  |
| 7 marzo 2025 Arena Juscelino Kubitschek, Belo Horizonte Durata: 0h:58 - Spettatori: 2 000 | Praia Clube     | 3 - 0 | Atlético Barbato | 25-12, 25-11, 25-8                |
| 8 marzo 2025 Arena Juscelino Kubitschek, Belo Horizonte Durata: 1h:02 - Spettatori: ?     | Alianza Lima    | 3 - 0 | Atlético Barbato | 25-9, 25-12, 25-16                |
| 8 marzo 2025 Arena Juscelino Kubitschek, Belo Horizonte Durata: 0h:51 - Spettatori: 1 200 | Praia Clube     | 3 - 0 | Club San Martín  | 25-12, 25-15, 25-12               |
| 9 marzo 2025 Arena Juscelino Kubitschek, Belo Horizonte Durata: 1h:51 - Spettatori: ?     | Club San Martín | 2 - 3 | Atlético Barbato | 21-25, 25-21, 19-25, 25-22, 11-15 |
| 9 marzo 2025 Arena Juscelino Kubitschek, Belo Horizonte Durata: 1h:42 - Spettatori: ?     | Praia Clube     | 1 - 3 | Alianza Lima     | 23-25, 25-17, 20-25, 20-25        |

##### Classifica
| Pos. | Squadra          | Pt | G | V | P | SV | SP | Ratio | PF  | PS  | Ratio |
| ---- | ---------------- | -- | - | - | - | -- | -- | ----- | --- | --- | ----- |
| 1.   | Alianza Lima     | 9  | 3 | 3 | 0 | 9  | 1  | 9,000 | 242 | 148 | 1,635 |
| 2.   | Praia Clube      | 6  | 3 | 2 | 1 | 7  | 3  | 2,333 | 238 | 162 | 1,469 |
| 3.   | Atlético Barbato | 3  | 3 | 1 | 2 | 3  | 8  | 0,375 | 176 | 251 | 0,701 |
| 4.   | Club San Martín  | 0  | 3 | 0 | 3 | 2  | 9  | 0,222 | 163 | 258 | 0,631 |

      Qualificata alle semifinali per il primo posto.
      Qualificata alla finale per il quinto posto.

### Fase finale

#### Finale 1º e 3º posto
|  | Semifinali | Semifinali   | Semifinali |              |    | Finale          | Finale          | Finale          |  |
|  |            |              |            |              |    |                 |                 |                 |  |
|  | 1A         | Minas        | 2          |              |    |                 |                 |                 |  |
|  | 1A         | Minas        | 2          |              |    |                 |                 |                 |  |
|  | 2B         | Praia Clube  | 3          |              |    |                 |                 |                 |  |
|  | 2B         | Praia Clube  | 3          |              | 2B | Praia Clube     | 3               |                 |  |
|  |            |              |            |              | 2B | Praia Clube     | 3               |                 |  |
|  |            |              | 1B         | Alianza Lima | 0  |                 |                 |                 |  |
|  | 1B         | Alianza Lima | 1B         | Alianza Lima | 0  | 3               |                 |                 |  |
|  | 1B         | Alianza Lima |            |              |    | 3               |                 |                 |  |
|  | 2A         | Estudiantes  | 0          |              |    | Finale 3º posto | Finale 3º posto | Finale 3º posto |  |
|  | 2A         | Estudiantes  | 0          |              |    |                 |                 |                 |  |
|  |            |              |            |              |    |                 |                 |                 |  |
|  |            |              |            |              |    | 1A              | Minas           | 3               |  |
|  |            |              |            |              |    | 1A              | Minas           | 3               |  |
|  |            |              |            |              |    | 2A              | Estudiantes     | 0               |  |

##### Semifinali
| 10 marzo 2025 Arena Juscelino Kubitschek, Belo Horizonte Durata: 1h:06 - Spettatori: ?     | Alianza Lima | 3 - 0 | Estudiantes | 25-18, 25-19, 25-9               |
| 10 marzo 2025 Arena Juscelino Kubitschek, Belo Horizonte Durata: 1h:54 - Spettatori: 3 000 | Minas        | 2 - 3 | Praia Clube | 25-21, 25-11, 23-25, 19-25, 7-15 |

##### Finale 3º posto
| 11 marzo 2025 Arena Juscelino Kubitschek, Belo Horizonte Durata: 0h:55 - Spettatori: ? | Minas | 3 - 0 | Estudiantes | 25-14, 25-5, 25-16 |

##### Finale
| 11 marzo 2025 Arena Juscelino Kubitschek, Belo Horizonte Durata: 1h:11 - Spettatori: ? | Praia Clube | 3 - 0 | Alianza Lima | 25-15, 25-12, 25-19 |

#### Finale 5º posto
| 10 marzo 2025 Arena Juscelino Kubitschek, Belo Horizonte Durata: 2h:09 - Spettatori: ? | Murano | 2 - 3 | Atlético Barbato | 25-21, 18-25, 15-25, 25-21, 14-16 |

## Classifica finale
| Pos     | Squadre          | Qualificazione                    |
| ------- | ---------------- | --------------------------------- |
| Oro     | Praia Clube      | Campionato mondiale per club 2025 |
| Argento | Alianza Lima     | Campionato mondiale per club 2025 |
| Bronzo  | Minas            |                                   |
| 4       | Estudiantes      |                                   |
| 5       | Atlético Barbato |                                   |
| 6       | Murano           |                                   |
| 7       | Club San Martín  |                                   |

## Premi individuali
| Premio                 | Nome               | Squadra      |
| ---------------------- | ------------------ | ------------ |
| MVP                    | Adenízia da Silva  | Praia Clube  |
| Miglior palleggiatrice | Mácris Carneiro    | Praia Clube  |
| Miglior opposto        | Kisy do Nascimento | Minas        |
| Miglior schiacciatrice | Ysabella Sánchez   | Alianza Lima |
| Miglior schiacciatrice | Payton Caffrey     | Praia Clube  |
| Miglior centrale       | Adenízia da Silva  | Praia Clube  |
| Miglior centrale       | Julieta Lazcano    | Alianza Lima |
| Miglior libero         | Esmeralda Sánchez  | Alianza Lima |

## Statistiche
| Rendimento individuale | Rendimento individuale | Rendimento individuale | Rendimento individuale |
| Pos.                   | Nome                   | Punti                  | Squadra                |
| ---------------------- | ---------------------- | ---------------------- | ---------------------- |
| 1                      | Camila Maluf           | 76                     | Atlético Barbato       |
| 2                      | Payton Caffrey         | 68                     | Praia Clube            |
| 3                      | Sof'ja Kuznecova       | 62                     | Praia Clube            |
| 4                      | Maëva Orlé             | 53                     | Alianza Lima           |
| 5                      | Adenízia da Silva      | 51                     | Praia Clube            |
| 5                      | Kisy do Nascimento     | 51                     | Minas                  |

| Attacchi vincenti | Attacchi vincenti | Attacchi vincenti | Attacchi vincenti |
| Pos.              | Nome              | Punti             | Squadra           |
| ----------------- | ----------------- | ----------------- | ----------------- |
| 1                 | Camila Maluf      | 69                | Atlético Barbato  |
| 2                 | Payton Caffrey    | 56                | Praia Clube       |
| 3                 | Sof'ja Kuznecova  | 48                | Praia Clube       |
| 4                 | Ysabella Sánchez  | 44                | Alianza Lima      |
| 5                 | Melissa Páez      | 43                | Atlético Barbato  |
| 5                 | Martina Delucchi  | 43                | Estudiantes       |

| Muri vincenti | Muri vincenti     | Muri vincenti | Muri vincenti    |
| Pos.          | Nome              | Punti         | Squadra          |
| ------------- | ----------------- | ------------- | ---------------- |
| 1             | María Bianchi     | 21            | Atlético Barbato |
| 2             | Adenízia da Silva | 19            | Praia Clube      |
| 3             | Thaísa de Menezes | 15            | Minas            |
| 4             | Júlia Kudiess     | 8             | Minas            |
| 5             | Maëva Orlé        | 7             | Alianza Lima     |
| 5             | Nia Reed          | 7             | Praia Clube      |
| 5             | Payton Caffrey    | 7             | Praia Clube      |

| Battute vincenti | Battute vincenti | Battute vincenti | Battute vincenti |
| Pos.             | Nome             | Punti            | Squadra          |
| ---------------- | ---------------- | ---------------- | ---------------- |
| 1                | Sof'ja Kuznecova | 8                | Praia Clube      |
| 2                | Maëva Orlé       | 6                | Alianza Lima     |
| 2                | Milka Silva      | 6                | Minas            |
| 4                | Payton Caffrey   | 5                | Praia Clube      |
| 4                | Camila Maluf     | 5                | Atlético Barbato |
| 4                | Elisa Sandrock   | 5                | Murano           |